# Rue de la Riviérette
La rue de la Riviérette est une rue de Lille.

## Situation et accès

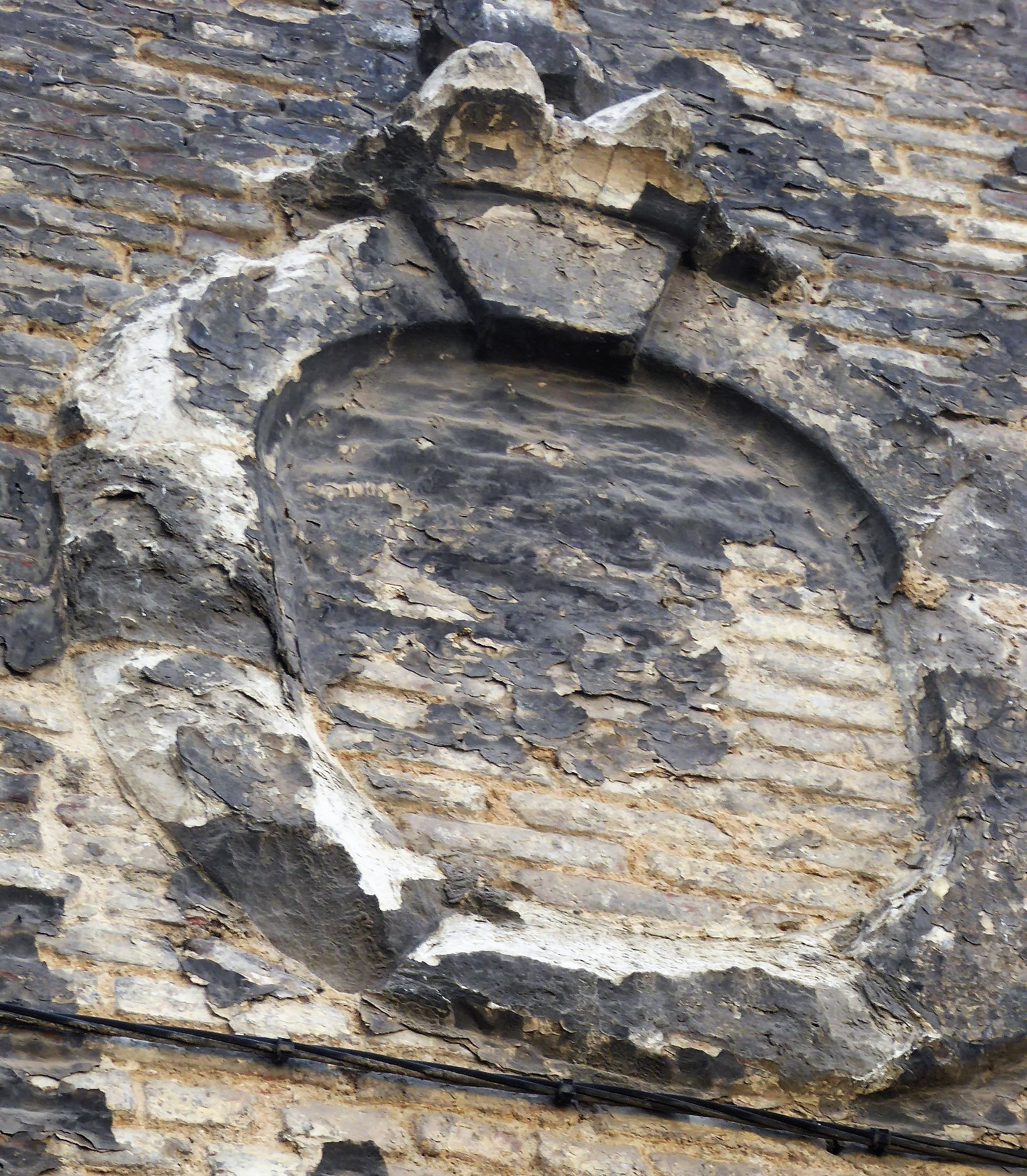
Vestige d’un décor du XVIII

Cette rue étroite de forme coudée est située dans le quartier Lille-Centre dans l'ancienne paroisse de Saint-Maurice.
Depuis les travaux la fin du XXe siècle la rue est principalement bordée par des bâtiments récents et murs de propriétés riveraines ne laissant qu’un vestige d’une maison du XVIIIe siècle avec un oculus en hauteur. Ces travaux ont élargi plusieurs parties de la rue, notamment celle donnant sur la rue des Tanneurs qui est une sortie de parkings. Un tronçon a conservé son étroitesse d'origine.

## Origine du nom
Elle rend souvenir du petit canal de la Riviérette qui la traversait en deux endroits.

## Historique

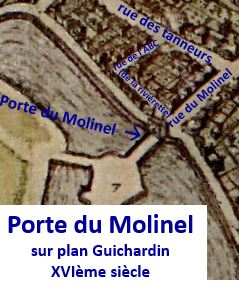
rue de la Riviérette sur plan Guichardin

La rue de la Riviérette qui figure sur le plan de Guichardin de 1560 existait donc au XVIe siècle.
La voie était dénommée « rue de l’A.B.C. » en raison d’une école fondée en 1584 par le magistrat dont le premier établissement était situé à l’angle de la rue et de la porte du Molinel.
La partie perpendiculaire à la rue du Molinel, parallèle à la rue d’Amiens et à la rue des Tanneurs longeait jusqu’en 1603 le rempart de la ville, la porte du Molinel étant située à l’angle de la rue du Molinel.
A cette date, la porte du Molinel fut remplacée par la porte Notre-Dame située entre la place de Béthune et l’actuelle place Richebé sur le nouveau rempart créé lors du IVe agrandissement de Lille.
Le refuge de Seclin, établissement où les habitants des campagnes pouvaient se réfugier en cas de guerre ou plus généralement lors de leurs déplacements en ville, s’étendait entre la rue d’Amiens et la rue de l’A.B.C.
Autour de 1900, la rue de l’A.B.C. était une rue de prostitution.
Jusque dans les années 1950, la rue était bordée de maisons basses démolies au cours de la deuxième du XXe siècle. Elle est renommée « rue de la Riviérette » en 1951.
Un grand immeuble de la fin du XVIIIe siècle de style néo-classique à l'angle de la rue du Molinel a été détruit en 2006 pour la construction d'un immeuble d'habitations en copropriété.